# Sloveense Nationale Partij
De Sloveense Nationale Partij (Sloveens: Slovenska nacionalna stranka) (SNS) is een Sloveense  politieke partij. Zij werd opgericht op 17 maart 1991 door Zmago Jelinčič, die sindsdien partijleider is. De partij was sinds de verkiezingen in 1992 tot december 2011 in het huidige parlement vertegenwoordigd. Het is de enige eurosceptische partij. De partij profileert zich op basis van geschillen met de buurlanden Italië en Oostenrijk, waar van oudsher verplichtingen uit het nationale en internationale recht jegens de autochtone Sloveense bevolking niet worden nagekomen. Sinds 1991 problematiseert de SNS ook de successiegeschillen met Kroatië. De partij neemt de meest kritische houding ten opzichte van de rooms-katholieke Kerk in en baseert dat op de collaboratie met de bezetters van enkele hooggeplaatste kerkelijke vertegenwoordigers (m.n. aartsbisschop Gregor Rožman) en op de steun die segmenten van katholieke organisaties (bijvoorbeeld de politicus Ciril Žebot) verleenden aan de domobranci. 
Het Sloveense NAVO-lidmaatschap keurt de SNS af, evenals het EU-lidmaatschap.  
De SNS propageert de Venetentheorie, volgens welke de voorouders van de Slovenen in de Alpen van oudsher autochtoon waren. Volgens de wetenschappelijke consensus kwamen de Slaven (vergezeld van andere etnische groepen) in ten minste twee migratiegolven vanaf de 6e eeuw op het grondgebied van het huidige Slovenië aan. Volgens de partij is die theorie gebaseerd op de ideologie van het Groot-Duitse nationalisme. Het geschiedenisonderwijs zou daarom aangepast moeten worden. 
Verkiezingsresultaten (in parlementszetels):
Na beschuldigingen aan het adres van partijleider Jelinčič, dat deze met de regering samenwerkte, traden op 6 januari 2008 de drie fractieleden Sašo Peče, Barbara Žgajner Tavš en Boštjan Zagorac uit de SNS. Zij richtten aansluitend een eigen fractie "Lipa" (Nederlands Linde) op. Sinds 14 januari bestaat ook de aan hen gelieerde vereniging Slovenska Lipa, die volgens de initiatiefnemers dient uit te groeien tot een politieke partij met deelname aan de verkiezingen in 2008 als doel. 

## Bekende personen
- Zmago Jelinčič
- Šašo Peče